# Rada drużyny
Rada drużyny – organ występujący w drużynach harcerskich, starszoharcerskich i wędrowniczych. Powoływany jest przez drużynowego. W jej skład wchodzą zazwyczaj przyboczni, zastępowi i inni funkcyjni drużyny.  W zależności od tematyki spotkania drużynowy może zapraszać wybrane osoby z tego składu.

## Funkcja rady
Rada drużyny ma za zadanie dawać drużynie samorządność w działaniu. Podejmuje ona decyzje  między innymi w zakresie:
- dopuszczenia do złożenia przyrzeczenia harcerskiego,
- otwierania i zamykania prób na stopnie i sprawności,
- mianowania i odwoływania funkcyjnych,
- wykluczenia z drużyny,
- opracowywania planu pracy drużyny na określony czas.